# Zoocosmius bicolor
Zoocosmius bicolor är en skalbaggsart som först beskrevs av Hermann Julius Kolbe 1894.  Zoocosmius bicolor ingår i släktet Zoocosmius och familjen långhorningar. Inga underarter finns listade i Catalogue of Life.